# Oncle Roger
Pour plus de détails, voir Fiche technique et Distribution.
Oncle Roger (Roger Dodger) est un film américain réalisé en 2002 par Dylan Kidd.

## Synopsis
Roger Swanson (Campbell Scott), publicitaire à New York et expert de la séduction, devient le mentor de son neveu (Jesse Eisenberg) de 16 ans qui souhaite perdre sa virginité.

## Fiche technique
- Titre : Oncle Roger
- Titre original : Roger Dodger
- Réalisation : Dylan Kidd
- Musique : Craig Wedren
- Société de production : Artisan Entertainment
- Pays d'origine :  États-Unis
- Durée : 106 minutes
- Dates de sortie : 
  - 9 mai 2002 (Tribeca)
  - 25 octobre 2002 (États-Unis)

## Distribution
- Campbell Scott (V.Q. : Daniel Picard) : Roger Swanson
- Jesse Eisenberg (V.Q. : Hugolin Chevrette) : Nick
- Isabella Rossellini (V.Q. : Claudine Chatel) : Joyce
- Elizabeth Berkley (V.Q. : Aline Pinsonneault) : Andrea
- Jennifer Beals (V.Q. : Isabelle Leyrolles) : Sophie
- Mina Badie (V.Q. : Anne Bédard) : Donna
- Ben Shenkman (V.Q. : Antoine Durand) : Donovan
- Chris Stack : Chris
- Stephanie Gatschet : Angela
- Colin Fickes : Angus
- Tommy Savas : Darren
- Gabriel Millman : Felix
- Libby Larson : Patricia
- Courtney Sherman : Susan, la mère de Nick
- Morena Baccarin : Fille dans le bar

Source et légende : Version québécoise (V.Q.) sur Doublage Québec.

## Distinction
- Mostra de Venise 2002 : Prix Luigi De Laurentiis